# Esbjerg Omegnskredsen
Esbjerg Omegnskredsen er fra 2007 en nyoprettet opstillingskreds i Sydjyllands Storkreds. Den består af Esbjerg Kommune, dog foruden selve Esbjerg by som indgår i Esbjerg Bykredsen. Pr. 30. august 2011 er der 39.698 stemmeberettigede i kredsen.
I 1920-2006 indgik området i andre opstillingskredse i Ribe Amtskreds. I 1920-1970 var nogle sogne syd for Ribe dog en del af del af den sønderjyske storkreds.
Kredsen består pr. 18. juni 2015 af følgende kommuner og valgsteder:
1. Esbjerg Kommune
  1. Skads
  2. Bryndum
  3. Hjerting
  4. Guldager
  5. Tjæreborg
  6. Sønderris
  7. Bramming
  8. Ribe
  9. Egebæk-Hviding
  10. Gredstedbro
  11. Mandø
  12. Høm
  13. Gørding

## Folketingskandidater pr. 25. november 2018

### Valgkredsens kandidater for de pr. november 2018 opstillingsberettigede partier
| Liste | Parti                       | Kandidat | Bemærk                                                            |
| ----- | --------------------------- | --- | ----------------------------------------------------------------- |
| A     | Socialdemokratiet           | Henny Fiskbæk |                                                                   |
| B     | Radikale Venstre            | Anne Marie Geisler Andersen |                                                                   |
| C     | Det Konservative Folkeparti | |                                                                   |
| D     | Nye Borgerlige              | |                                                                   |
| F     | Socialistisk Folkeparti     | |                                                                   |
| I     | Liberal Alliance            | |                                                                   |
| O     | Dansk Folkeparti            | Annette Tandrup Beier Andersen |                                                                   |
| V     | Venstre                     | Tom Eriksen |                                                                   |
| Ø     | Enhedslisten                | Sarah Nørris |                                                                   |
| Å     | Alternativet                | Karin Rohr Genz, Søren Haastrup, Rune Ranaivo Bjerremand, Edvard Korsbæk, Tina Brixen, Ditte Madvig Evald, Jens-Peter Mantorp Broberg, Bjarne Aasø, Stefan Struck Kronborg, Mette Bram | Er opstillet i samtlige opstillingskredse i Sydjyllands Storkreds |

## Folketingsvalget 2011

### Valgsteder i kredsen
Ved Folketingsvalget 2011 var der følgende valgsteder i kredsen:
| Valgsted                          | By            | Stemme- berettigede | Stemme- procent |
| --------------------------------- | ------------- | ------------------- | --------------- |
| Skads Skole                       | Andrup        | 1.452               | 89,66           |
| Idræts- og Kulturhuset            | Roager        | 445                 | 86,74           |
| Forum Fritidscenter               | Forum         | 189                 | 88,35           |
| Bryndum Skole                     | Bryndum       | 1.729               | 91,26           |
| Vester Nebel Skole                | Vester Nebel  | 395                 | 88,35           |
| Ølufvad Kro                       | Ølufvad       | 169                 | 84,02           |
| Hjerting Skole                    | Hjerting      | 5.222               | 91,15           |
| Guldager Forsamlingshus           | Guldager      | 1.067               | 89,31           |
| Kokspang Fritidscenter            | Kokspang      | 451                 | 90,68           |
| Opsneum Fritidscenter             | Opsneum       | 236                 | 86,86           |
| Tjæreborg Fritidscenter           | Tjæreborg     | 2.214               | 89,97           |
| Sønderrishallen                   | Sønderris     | 2.702               | 89,11           |
| Bramming Kultur- og Fritidscenter | Bramming      | 5.421               | 87,78           |
| Darum Kultur- og Fritidscenter    | Darum         | 908                 | 89,42           |
| Ribehallen                        | Ribe          | 6.867               | 86,19           |
| Farup Forsamlingshus              | Farup         | 583                 | 89,70           |
| Samlingsstedet i Endrup           | Endrup        | 405                 | 87,90           |
| Hjortlund Gl. Skole               | Hjortlund     | 206                 | 91,26           |
| Kultur- og Aktivitetscenter       | Hviding       | 1.492               | 87,93           |
| Gredstedbro Hotel                 | Gredstedbro   | 1.370               | 90,65           |
| Kalvslund Sognegård               | Kalvslund     | 189                 | 83,59           |
| Mandø Centret                     | Mandø         | 31                  | 90,32           |
| Obbekær Forsamlingshus            | Obbekjær      | 158                 | 86,70           |
| Grimstrup Forsamlingshus          | Grimstrup     | 475                 | 92,21           |
| Høm Forsamlingshus                | Høm           | 493                 | 89,85           |
| Spandet Gl. Skole                 | Spandet       | 343                 | 86,00           |
| Gørding Idræts- og Kulturcenter   | Gørding       | 1.876               | 85,71           |
| Vilslev Forsamlingshus            | Vilslev       | 505                 | 88,51           |
| Øster Vedsted Forsamlingshus      | Øster Vedsted | 703                 | 93,59           |
| Sejstrup Forsamlingshus           | Sejstrup      | 544                 | 91,17           |
| Vejrup-Endrup Fritidscenter       | Nørre Vejrup  | 858                 | 87,87           |
| Total                             | Total         | 39.698              | 88,72           |

### Folketingsmedlemmer valgt i 2011
- Marie Krarup, Dansk Folkeparti